# Дублинское ядро
Ду́блинское ядро́ (англ. Dublin Core) — словарь (семантическая сеть) основных понятий английского языка, предназначенный для унификации метаданных для описания широчайшего диапазона ресурсов. С 2005 года словарь представлен и в формате RDF и является популярной основой для описания ресурсов в Семантической паутине.

## Описание
Словарь разделён на два уровня:
- простой (неквалифицированный, simple), состоящий из 15 элементов;
- компетентный (квалифицированный, qualified), состоящий из 18 элементов и группы т. н. тонкостей (или квалификаторов), которые уточняют семантику элементов для повышения полезности поиска ресурсов.

Семантика Дублинского ядра была создана международной междисциплинарной группой профессионалов библиотечного дела, компьютерных наук, кодирования текстов, музейного дела и других смежных групп.
В России с 1 июля 2011 года действует ГОСТ Р 7.0.10-2010 (ИСО 15836:2003) «Национальный стандарт Российской Федерации. Система стандартов по информации, библиотечному и издательскому делу. Набор элементов метаданных „Дублинское ядро“».

## Элементы Дублинского ядра
Простой набор элементов метаданных Дублинского ядра (Dublin Core Metadata Element Set; DCMES) состоит из 15 элементов метаданных:
1. Title — название;
2. Creator — создатель;
3. Subject — тема;
4. Description — описание;
5. Publisher — издатель;
6. Contributor — внёсший вклад;
7. Date — дата;
8. Type — тип;
9. Format — формат документа;
10. Identifier — идентификатор;
11. Source — источник;
12. Language — язык;
13. Relation — отношения;
14. Coverage — покрытие;
15. Rights — авторские права.

Квалифицированный (компетентный) набор элементов метаданных Дублинского ядра, помимо 15 вышеперечисленных, может включать:
- Audience — аудитория (зрители);
- Provenance — происхождение;
- RightsHolder — правообладатель.

Каждый элемент опционален и может повторяться. Инициатива метаданных Дублинского ядра (Dublin Core Metadata Initiative; DCMI) описала стандартные пути определения элементов и поощряет использование схем кодирования и словарей. Не существует заранее заданного порядка перечисления этих элементов. DCMI также поддерживает небольшой общий словарь, который рекомендуется использовать с элементом Type (Тип) и который состоит из 12 слов.
Полная информация по определениям элементов и отношениям между ними описана в Реестре метаданных Дублинского ядра (Dublin Core Metadata Registry).

## Примеры приложений
Один из DTD, основанный на Дублинском ядре — спецификация «Open Source Metadata Framework» (OMF), которая используется в «ScrollKeeper», являющемся основой систем помощи GNOME и KDE, а также основой сервера документов «ScrollServer». PBCore также основан на Дублинском ядре. Продукты метаданных «Zope CMF», использующие CMS Plone и Nuxeo CPS, также реализуют Дублинское ядро.
DCMI также поддерживает список проектов, использующих Dublin Core на своих веб-сайтах.

### О Дублинском ядре на русском языке
- Бесплатные, онлайновые программы на сайте Кировоградской областной научной библиотеки для создания, редактирования и отображения метаданных Дублинского ядра (русскоязычные).
- Неофициальный русский перевод словаря dcmi-terms на сайте архива интернета.